# 松平賴明 (伯爵)
松平賴明（1909年12月10日—1990年2月23日），昭和時期的華族（伯爵），日本教育家。

## 生涯
松平賴明是舊高松藩藩主松平賴聰的孫子，松平胖的兒子，後過繼給松平賴壽。1944年松平賴壽死後繼承伯爵及繼任賴壽建立的本鄉高等學校理事長，同時為教育團體松平公益會第二任會長。
平成二年（1990年），當時是東京縣人會會長的他去世，享年80歲。